# Соболенко Ігор Васильович
І́гор Васи́льович Соболе́нко — підполковник Збройних Сил України, учасник російсько-української війни.

## Життєпис
Станом на квітень 2014 року — заступник командира по роботі з особовим складом 87-го окремого аеромобільного батальйону 80 ОДШБр.

## Нагороди
- орден «Богдана Хмельницького» III ступеня (27.06.2015) — за особисту мужність і героїзм, виявлені у захисті державного суверенітету та територіальної цілісності України, вірність військовій присязі під час російсько-української війни.
- орден Данила Галицького (04.08.2022) — за особисту мужність і самовіддані дії, виявлені у захисті державного суверенітету та територіальної цілісності України, вірність військовій присязі.